# Fritz Christen
Pour les articles homonymes, voir Christen.
 (avril 2020).
Améliorez-le ou discutez des points à vérifier. 
Fritz Christen est un Sturmmann de la 3e Panzerdivision Waffen-SS Totenkopf ; il est le premier Waffen-SS de son grade à obtenir la décoration de la Croix de chevalier de la croix de fer.

## Sur le front de l'Est
Alors que l'offensive allemande en URSS à la suite de l'opération Barbarossa s'enlise, la division SS Totenkopf - qui occupe un vaste espace au-delà de la Ligne Staline, entre le lac Ilmen au nord et le lac Seliger au sud - doit faire face le 23 septembre 1941 à une contre-offensive soviétique. L'objectif pour Armée rouge est d'assurer une ceinture de protection autour de Léningrad de plus en plus menacée. Pendant plusieurs jours, les Soviétiques appuyés par de nombreux bombardiers harcèlent les positions allemandes ; ils parviennent à créer une brèche dans la défense et à franchir la rivière Pola dans l'actuel oblast de Novgorod. Les unités de la division Totenkopf, extenuées par des semaines de combat, sont sur le point d'être encerclées.
Fritz Christen participe à la défense de la zone dans un avant-poste près du village de Louschno. À court de matériel, il dispose seulement d'un 5-cm Panzerabwehrkanone 38, un canon antichar de 50 mm. Refusant de se replier, ses coéquipiers sont rapidement tués le laissant seul à tenir la position. Il serait parvenu à stopper l'avancée ennemie en détruisant six chars de l'Armée rouge.
À l'aube il aurait détruit sept chars supplémentaires. Il aurait encore tenu deux jours et deux nuits avant d'être secouru. Le caporal SS est alors décoré de la croix de fer de première classe par le SS-Obergruppenführer Theodor Eicke ; il est rapidement proposé comme candidat à la Croix de chevalier de la croix de fer. Il est retiré du front en urgence et se rend par avion dans le grand-quartier général d'Hitler à Rastenburg, qui le décore.
La propagande nazie s'empare rapidement de ce supposé « exploit » individuel. Christen continue de se battre au sein de sa division jusqu'à sa capture en Tchécoslovaquie par les forces américaines en mai 1945. Remis à l'Armée rouge, il passe dix ans dans un camp du Goulag avant d'être relâché en 1955.